# Xã Erie McNatt, Quận McDonald, Missouri
Xã Erie McNatt (tiếng Anh: Erie McNatt Township) là một xã thuộc quận McDonald, tiểu bang Missouri, Hoa Kỳ. Năm 2010, dân số của xã này là 385 người.